# موپانه
موپانه (به لاتین: Muppane) یک منطقهٔ مسکونی در سری‌لانکا است که در ناحیه موناراگالا واقع شده‌است. موپانه ۳۹۲ متر بالاتر از سطح دریا واقع شده‌است.